# Гай Мезий Тициан
Гай Мезий Тициан (на латински: Gaius Maesius Titianus) е политик и сенатор на Римската империя през 3 век.
През 245 г. той е консул заедно с император Филип Араб.